# محمد أباد (نظر أباد)
محمد أباد هي قرية في مقاطعة نظر أباد، إيران. يقدر عدد سكانها بـ 781 نسمة بحسب إحصاء 2016.